# Cheilanthes bergiana
Cheilanthes bergiana är en kantbräkenväxtart som beskrevs av Diederich Franz Leonhard von Schlechtendal. Cheilanthes bergiana ingår i släktet Cheilanthes och familjen Pteridaceae. Inga underarter finns listade.